# 營業外收益
營業外收益或譯營業外損益、營業外利潤，是指營業外收入扣除營業外支出後之餘額。其為正數，表示本期營業外利益之數；其為負數，表示本期營業外虧損之數。

## 營業外損益

### 營業外收入
營業外收入（英語：Non-operating Revenue）或稱營業外所得，凡正常業務營運範圍以外之各項收入皆屬之。
- 財務收入
- 採用權益法認列之子公司、關聯公司及合資利益之份額
- 其他：投資性不動產收入、利息收入、賠償收入、代理收入、股利收入等

### 營業外支出
營業外支出（英語：Non-operating Expenses）或稱營業外費用，凡正常業務營運範圍以外之各項費用或損失皆屬之。
- 財務成本
- 採用權益法認列之子公司、關聯公司及合資損失之份額
- 其他：投資性不動產費用、警務費用、航政費用、消防費用、災害損失等

## 計算
（或) = （或) - (顧客折扣 + 退回 + 折讓)
 = （或) - 營業成本（或）
 =  - 營業費用 
息稅前利潤 =  + （即營業外收入 - 營業外支出）
 = 息稅前利潤 - 利息支出 - 稅 =  - 稅 
即：
 =  - 營業成本  - 營業費用 +  - 利息支出 - 稅 
- 營業外利潤 = 營業外收入 - 營業外支出